# Волфганг фон Хоенфелс
Волфганг фон Хоенфелс (на немски: Wolfgang von Hohenfels, Herr Forbach-Reipoltskirchen-Rixingen; * пр. 1490; † 1538) е господар на замък Хоенфелс в Баден-Вюртемберг, Форбах и на господствата Райполтскирхен в Рейнланд-Пфалц и Риксинген, Франция.

## Произход и наследство
Той е син на Йохан I фон Хоенфелс († 1516), господар на Райполтскирхен, и съпругата му графиня Валпурга фон Лайнинген-Риксинген († сл. 1492), наследничка на половин Форбах, дъщеря на граф Ханеман (Херман) фон Лайнинген-Риксинген († 1506/1507) и Аделхайд фон Зирк († сл. 1508). Брат е на Ханеман фон Хоенфелс († 1512), господар на Райполтскирхен, и на четири сестри.
Фамилията фон Хоенфелс е странична линия на господарите фон Боланден. Резиденцията е водният замък Райполтскирхен. Родът фон Хоенфелс измира през 1602 г. с Йохан III (внук на Йохан II). Според завещание от 1603 г. чрез графиня Амалия фон Даун-Фалкенщайн, майка на последния Хоенфелс, замъкът отива след нейната смърт през 1608 г. на братята ѝ Емих и Себастиан, графове фон Даун-Фалкенщайн.
Имперското господство Райполтскирхен съществува до 1792 г.

## Фамилия
Волфганг фон Хоенфелс се жени на 17 ноември 1516 г. в Райполтскирхен за Катарина фон Раполтщайн († 26 юли 1519, Форбах), дъщеря на Вилхелм II фон Раполтщайн († 1547) и Маргарета фон Цвайбрюкен-Бич-Лихтенберг († 1505), дъщеря на граф Симон VII Векер фон Цвайбрюкен-Бич (1446 – 1499) и наследничката Елизабет фон Лихтенберг-Лихтенау (1444 – 1495). Те имат един син:
- Йохан II фон Хоенфелс (* 1518; † между 13 март 1573 и 24 юни 1573), женен I. на 30 август 1538 г. за Катарина фон Насау-Висбаден-Идщайн (* 1515; † 1540), II. на 29 юни 1542 г. в Йотинген, Швабия, за графиня Мария Сидония фон Йотинген-Йотинген († 27 ноември 1596)